# Вучевич, Никола
Никола Вучевич  (черног. Никола Вућевић / Nikola Vučević, род. 24 октября 1990, Морж, Швейцария) — черногорский и бельгийский профессиональный баскетболист, выступающий за команду НБА «Чикаго Буллз». Играет на позиции центрового. Был выбран на драфте НБА 2011 года в 1-м раунде под общим 16-м номером клубом «Филадельфия Севенти Сиксерс». Игрок национальной сборной Черногории.

## Ранние годы
Никола Вучевич родился в Швейцарии, а вырос в Бельгии, где выступал его отец Борислав, также профессиональный баскетболист, а впоследствии тренер. Отец Николы 24 года выступал на профессиональном уровне, также играл за национальную сборную Югославии. Мать Николы Лилияна, также баскетболистка, играла за боснийский «Железничар». Семья переехала в Черногорию, когда Никола был подростком, но ему удалось получить бельгийское гражданство. В 2007 году, будучи игроком юношеской (до 18 лет) сборной Черногории, Вучевич был признан лучшим молодым баскетболистом страны. В том же году он переехал в США и поступил в старшую школу Стоунридж в Калифорнии. Вучевич был капитаном и ведущим игроком школьной баскетбольной команды, за игру он в среднем набирал 18 очков и делал 12 подборов.

## Студенческая карьера
Никола Вучевич поступил в Университет Южной Калифорнии, где играл три сезона за баскетбольную команду.
В сезоне 2008/2009 он сыграл 23 матчей. В них Никола Вучевич проводил в среднем на площадке 11,0 минут, набирал в среднем 2,6 очка, делал в среднем 2,7 подбора, а также в среднем 0,4 перехвата и 0,4 блок-шота, допускал 0,6 потери, отдавал в среднем 0,3 передачи.
В сезоне 2009/2010 он сыграл 30 матчей. В них Никола Вучевич проводил в среднем на площадке 32,3 минуты, набирал в среднем 10,7 очков, делал в среднем 9,4 подборов, а также в среднем 0,6 перехвата и 1,3 блок-шота, допускал 1,9 потери, отдавал в среднем 1,2 передачи.
В сезоне 2010/2011 он сыграл 34 матча. В них Никола Вучевич проводил в среднем на площадке 34,9 минуты, набирал в среднем 17,1 очков, делал в среднем 10,3 подбора, а также в среднем 0,5 перехвата и 1,4 блок-шота, допускал 1,7 потери, отдавал в среднем 1,6 передачи.

## Карьера в НБА

### Филадельфия Севенти Сиксерс / Будучност (2011—2012)
Никола Вучевич был выбран под шестнадцатым номером на драфте НБА 2011 года Филадельфией Севенти Сиксерс. На время локаута подписал контракт с клубом «Будучност» из Черногории. После завершения локаута 10 декабря 2011 года подписал контракт с клубом из Филадельфии. 22 февраля 2012 года Вучевич набрал максимальные в сезоне 18 очков в матче с «Хьюстон Рокетс».

### Орландо Мэджик (2012—2021)

#### Сезон 2012/13
10 августа 2012 в результате многостороннего обмена Дуайта Ховарда в «Лос-Анджелес Лейкерс» стал игроком «Орландо Мэджик». 31 декабря 2012 года в игре против «Майами Хит» Вучевич сделал 29 подборов, установив новый командный рекорд «Орландо Мэджик», и набрал 20 очков, что стало лучшим результатом в профессиональной карьере игрока. 10 апреля 2013 года он записал на свой счет вторую подряд игру 20/20, набрав 30 очков и 20 подборов в победе над «Милуоки Бакс» со счетом 113-103.

#### Сезон 2013/14
6 ноября 2013 года Вучевич записал на свой счет 30 очков и 21 подбор в победе над «Лос-Анджелес Клипперс» со счетом 98-90. Сильная игра Вучевича во второй половине сезона 2013/14 была заметна 28 марта 2014 года, когда он доминировал над «Шарлотт Бобкэтс». Он преодолел медленный старт и закончил игру с 24 очками и 23 подборами в овертайме. Вучевич реализовал девять из 11 последних бросков, чтобы возглавить ралли «Мэджик» во второй половине, а также взял 16 подборов в первой половине игры и 10 подборов в нападении, что стало шестым 20-очковым и 20-подборным матчем в его карьере. 31 марта Вучевич получил свою первую награду игрока недели Восточной конференции, после того как он привел «Мэджик» к 2 победам на неделе. Вучевич оформил дабл-дабл, набирая 22,7 очка (шестое место в конференции) и совершая 14,3 подбора в лиге. Во всех трех матчах он делал дабл-дабл из очков и подборов. Вучевич стал первым игроком «Мэджик», получившим награду «Игрок недели Восточной конференции» после Дуайта Ховарда в 2012 году.

#### Сезон 2014/15
23 октября 2014 года Вучевич подписал с «Мэджик» четырехлетний контракт на сумму 53 миллиона долларов. 3 апреля 2015 года он набрал максимальные в карьере 37 очков в победе над «Миннесотой Тимбервулвз» со счетом 97-84.

#### Сезон 2015/16
11 ноября 2015 года Вучевич не вышел в стартовом составе «Мэджик» против «Лос-Анджелес Лейкерс», вернувшись в строй после трехматчевого отсутствия из-за ушиба правого колена. Вучевич, который начал все 223 игры за «Мэджик» за четыре сезона своего пребывания в команде, впервые вышел со скамейки запасных и набрал 18 очков, включая бросок с 18 метров под занавес матча, чтобы помочь клубу одержать победу над «Лейкерс» со счетом 101-99. Вучевич набирал в среднем 18,4 очка, 9,0 подбора и 3,0 передачи в первых 12 играх декабря (1-23 декабря). Шакил О'Нил - единственный другой игрок «Мэджик», достигший таких показателей за один месяц в истории франшизы. 7 февраля 2016 года он набрал 22 очка и попал с 18 метров бросок под сирену, что помогло одержать победу над «Атлантой Хокс» со счетом 96-94, что стало третьей победой в 18 играх 2016 года. 23 февраля он набрал максимальные в сезоне 35 очков в победе над «Филадельфией Севенти Сиксерс» со счетом 124:115. 31 марта он вернулся в строй после того, как пропустил 13 предыдущих игр из-за растяжения мышц паха. Затем он вышел со скамейки запасных всего второй раз за время пребывания в «Мэджик», набрав 24 очка в победе над «Индианой Пэйсерс» со счетом 114:94. Он выходил со скамейки запасных еще три игры, а затем вернулся в стартовый состав 8 апреля против «Майами Хит», где набрал максимальные 29 очков в победе со счетом 112-109.

#### Сезон 2016/17
Вучевич выходил в старте сезона 2016/17 во всех 16 матчах за «Мэджик», выйдя со скамейки запасных всего в шестой раз за свою карьеру 27 ноября 2016 года в матче против «Милуоки Бакс». Вучевич продолжал выходить со скамейки запасных в течение декабря, а также пропустил три игры с 10 по 14 декабря из-за травмы спины. 20 декабря он набрал максимальные для сезона 26 очков и 12 подборов в матче с «Майами Хит». В середине января он вновь вышел в стартовом составе и, попав 13 из 18 бросков, набрал максимальные в сезоне 30 очков и сделал 10 подборов, приведя «Мэджик» к победе над «Портленд Трэйл Блэйзерс» со счетом 115-109. 7 февраля 2017 года он набрал 14 очков и сделал максимальные в сезоне 19 подборов в матче с «Хьюстон Рокетс». 11 марта 2017 года в матче с «Кливлендом» (116-104) Вучевич набрал 20 очков и сделал 16 подборов, пропустив четыре предыдущие игры из-за воспаления правого ахилла. 10 апреля 2017 года в матче с «Чикаго» он сделал 10 подборов и вышел на второе место в истории франшизы, опередив Шакила О'Нила и уступая только Дуайту Ховарду.

#### Сезон 2017/18
20 октября 2017 года набрал рекордные в карьере 41 очко и совершил 12 подборов, однако его команда проиграла со счётом 126–121 клубу «Бруклин Нетс». 9 декабря 2017 года он записал свой первый в карьере трипл-дабл, набрав 31 очко, 13 подборов и 10 передач в матче с «Атлантой Хокс» (110-117). Он стал первым центровым «Мэджик», записавшим трипл-дабл с передачами - Шакил О'Нил и Дуайт Ховард сделали это с блоками. 23 декабря он получил перелом левой кисти в матче с «Вашингтон Уизардс» и выбыл из строя на срок от шести до восьми недель. 22 февраля 2018 года он вернулся в строй в матче с «Нью-Йорк Никс» после 23 пропущенных игр, набрав 19 очков и сделав шесть подборов в проигрыше со счетом 113-120. 14 марта он набрал 22 очка, сделал девять подборов и девять передач в победе над «Милуоки Бакс» со счетом 126-117.

#### Сезон 2018/19
20 октября 2018 года Вучевич записал свой второй в карьере трипл-дабл, набрав 27 очков, 13 подборов и 12 передач в матче с «Филадельфией Севенти Сиксерс» (115-116). 17 ноября он набрал максимальные в сезоне 36 очков и 13 подборов в победе над «Лос-Анджелес Лейкерс» (130-117). Восемь дней спустя он набрал 31 очко, 15 подборов и семь передач в победе со счетом 108-104 также над «Лейкерс». Перед вторым матчем тренер «Лейкерс» Люк Уолтон назвал Вучевича «кошмаром в матче» из-за универсальности его игры в нападении. После игры форвард «Лейкерс» Леброн Джеймс отметил: «В этом году он (Вучевич) наш номер. Все, что вы можете сказать». 19 ноября Вучевич был назван игроком недели в Восточной конференции после того, как привел «Мэджик» к результату в 3 победы и 1 поражение. Впервые игрок «Мэджик» стал обладателем этой награды с 2014 года, когда Вучевич впервые в своей карьере в НБА получил эту награду. В среднем за игру Вучевич набирал 27,6 очка, 12,3 подбора, 4,0 передачи и 1,3 перехвата, бросая с игры в 58,1 процента и 47 процентов с 3-очковой дистанции. Во время своего сильного периода Вучевич стал первым игроком «Мэджик», набравшим не менее 28 очков и 10 подборов в трех матчах подряд со времен Дуайта Ховарда. Он также стал первым игроком «Мэджик», набравшим 30 очков в двух матчах подряд с Виктора Оладипо в марте 2015 года. 6 января 2019 года Вучевич набрал 16 очков и сделал 24 подбора в матче с «Лос-Анджелес Клипперс» (96-106). 31 января он получил свой первый выбор на матч всех звезд за свою восьмилетнюю карьеру, став резервистом Восточной конференции на матче всех звезд НБА 2019 года. Он стал первым участником матча всех звезд «Мэджик» с Ховарда в 2012 году. 17 марта он набрал 17 из своих 27 очков в первые восемь минут игры и добавил 20 подборов в победе над «Атлантой Хокс» со счетом 101-91. Вучевич помог «Мэджик» одержать 22 победы в последних 31 матчах сезона и завоевать первую с 2012 года путевку в плей-офф. В первой игре серии первого раунда плей-офф против «Торонто Рэпторс» Вучевич набрал 11 очков, что помогло одержать победу со счетом 104-101. В дальнейшем «Мэджик» проиграли «Рэпторс» в пяти матчах.

#### Сезон 2019/20
Вучевич вступил в межсезонье как неограниченно свободный агент. 6 июля 2019 года он подписал четырехлетний контракт на 100 миллионов долларов с «Мэджик». 17 ноября Вучевич набрал 30 очков, реализовав 11 из 14 бросков, в том числе 3 из 4 с трехочковой дистанции, сделал 17 подборов и шесть передач в победе над «Вашингтон Уизардс» со счетом 125:121, установив рекорды сезона для себя по очкам и подборам, а также оформив седьмой подряд дабл-дабл и десятый в сезоне. В результате Вучевич установил рекорд франшизы по количеству матчей с 30 очками, 15 подборами и пятью передачами - четыре, превзойдя Шакила О'Нила с тремя. На следующий день Вучевич в третий раз получил награду игрока недели Восточной конференции, оформляя дабл-дабл из 21,7 очка, 14,0 подбора, 4,0 передачи и 1,33 блока в среднем за игру, при этом попадая 54,2% бросков в целом и 66,7 % с 3-очковой дистанции. Он лидировал в «Мэджик» по количеству набранных очков и подборов и обеспечил ей рекорд в три победы на неделе над «Филадельфией Севенти Сиксерс», «Сан-Антонио Сперс» и «Уизардс».

#### Сезон 2020/21
Вучевич сыграл ключевую роль в успешном старте «Орландо Мэджик» в начале сезона из четырех побед подряд.
5 февраля 2021 года набрал рекордные в карьере 43 очка, а также сделал 19 подборов в игре против «Чикаго Буллз» (123:119). Он реализовал два штрафных броска за 2,6 секунды до конца матча, что помогло победить и прервать серию из четырех поражений «Мэджик». Вучевич присоединился к Шакилу О'Нилу и Дуайту Ховарду как третий игрок в истории франшизы, набравший не менее 43 очков и 19 подборов в одной игре. 19 февраля сделал третий трипл-дабл в карьере — 30 очков, 16 подборов и 10 передач в матче против «Голден Стэйт Уорриорз» (124-120). Вучевич стал вторым центровым в истории НБА (с 1985 года), кто сделал трипл-дабл с 30 очками и не совершил ни одной потери за матч (ранее это удавалось только Николе Йокичу). Он также установил рекорд франшизы по количеству трипл-даблов для центровых. 23 февраля Вучевич был включен в число запасных от Восточной конференции на игру всех звезд НБА 2021 года.
По окончании карьеры Вучевича в «Мэджик» он занимает первое или близкое к нему место по ряду ключевых показателей в истории клуба, включая первое место по количеству выполненных бросков с игры (4490), второе - по подборам (6381), третье - по блокам (550), третье - по набранным очкам (10 423) и четвертое - по сыгранным матчам (591). Он также привел команду к окончанию шестилетней засухи в плей-офф и выходу в плей-офф два сезона подряд.

### Чикаго Буллз (2021—настоящее время)

#### Сезон 2020/21
25 марта 2021 года после 9 сезонов в «Орландо» 30-летний Вучевич перешёл в «Чикаго Буллз» вместе Аль-Фаруком Амину в обмен на Уэнделла Картера, Отто Портера и два будущих выбора в первых раундах драфта. Вучевич играл и начинал в старте во всех 44 играх и в среднем набирал 24,5 очка, 11,8 подбора и 3,8 передачи, а также набирал 40,6% с трехочковой дистанции и 82,7% с линии штрафных бросков в составе «Мэджик» в сезоне 2020/21. На тот момент он занимал четвертое место в лиге по подборам. 
27 марта Вучевич дебютировал за «Буллз» в матче против «Сан-Антонио Сперс» (104:120), набрав 21 очко, взяв девять подборов и сделав четыре передачи за 32 минуты игры. 31 марта Вучевич оформил свой первый дабл-дабл в составе «Буллз», набрав 24 очка и сделав 10 подборов в матче против «Финикс Санз» (116:121).
4 апреля Вучевич сделал свой тридцать второй дабл-дабл в сезоне и второй в составе «Буллз», набрав 22 очка и сделав 13 подборов, а также две передачи, два перехвата и два блока в победе над «Бруклин Нетс» со счетом 115:107, что завершило самую длинную проигрышную серию «Буллз» в сезоне из шести игр подряд.  Два дня спустя Вучевич набрал 32 очка, 17 подборов и пять передач в победе над «Индианой Пэйсерс» (113:97), став третьим игроком в истории клуба, набравшим не менее 30 очков, 15 подборов и пяти передач в одной игре, наряду с Джоакимом Ноа и Пау Газолем. 26 апреля Вучевич оформил третий подряд дабл-дабл и сороковой в своей карьере, набрав 24 очка и сделав 11 подборов в победе над «Майами Хит» со счетом 110:102. Это был его десятый дабл-дабл в 18 матчах в составе «Буллз». Пропустив две игры из-за травмы бедра, Вучевич вернулся в строй 6 мая, записав на свой счет шестой подряд дабл-дабл из 29 очков и 14 подборов, а также трех передач, двух перехватов и блока в победе над «Шарлотт Хорнетс» со счетом 120:99. На следующий день Вучевич оформил свой второй трипл-дабл в сезоне и четвертый в карьере, набрав 18 очков, 14 подборов и 10 передач в победе над «Бостон Селтикс» со счетом 121:99 и став первым игроком «Буллз», оформившим трипл-дабл со времен Джимми Батлера в 2017 году.

#### Сезон 2021/22
11 ноября 2021 года Вучевич был отстранен от участия в играх и попал в протокол здоровья и безопасности НБА после положительного теста на COVID-19. Пропустив семь игр, Вучевич вернулся 24 ноября, оформив дабл-дабл из 14 очков и 13 подборов в проигрыше от «Хьюстон Рокетс» со счетом 113:118. 29 ноября Вучевич набрал 30 очков, реализовав 6 из 6 бросков с трехочковой линии, а также 14 подборов и 5 передач в победе над «Шарлотт Хорнетс» со счетом 133:119, став вместе с Кембой Уокером единственными игроками в истории НБА, набравшими не менее 30 очков, 10 подборов и 5 передач при 100% проценте попаданий с трехочковой линии при 5 попытках. 27 декабря Вучевич набрал 24 очка, забросив четыре 3-очковых броска, а также оформив 17 подборов, шесть передач и четыре блока в победе над «Атлантой Хокс» со счетом 130:118, став первым игроком в лиге, которому удалось показать такую статистику.
Два дня спустя Вучевич оформил дабл-дабл из 16 очков и 20 подборов при 8 из 14 бросков с игры, а также набрал одну передачу, три перехвата и один блок за 33 минуты игры в победе над «Хокс», присоединившись к Джоакиму Ноа и Тайсону Чендлеру в качестве третьего игрока «Буллз», которому удалось взять не менее 20 подборов за менее чем 35 минут игры со времен Денниса Родмана в 1990-х годах. 4 февраля 2022 года Вучевич набрал 36 очков, 17 подборов, четыре передачи и три блока в победе над «Индианой Пэйсерс» со счетом 122:115, став первым игроком «Буллз» со времен Майкла Джордана в 1996 году, набравшим 35 очков, 15 подборов и 3 блока в одной игре. 14 февраля 2022 года Вучевич набрал 25 очков, взял 16 подборов и отдал пять передач в победе над «Сан-Антонио Сперс» со счетом 120:109.
20 апреля в игре 2 первого раунда плей-офф Вучевич сделал дабл-дабл из 24 очков и 13 подборов в победе над действующими чемпионами «Милуоки Бакс» со счетом 114:110. «Буллз» проиграли «Бакс» в пяти матчах.

#### Сезон 2022/23
24 октября 2022 года Вучевич набрал 18 очков, взял 23 подбора и сделал пять передач в победе над действующими чемпионами Восточной конференции «Бостон Селтикс» со счетом 120:102. 29 октября 2022 года Вучевич оформил дабл-дабл из 23 очков и 19 подборов, реализовав 5 из 7 бросков с трехочковой линии в матче против «Филадельфии Севенти Сиксерс» (114:109), став первым игроком «Буллз», набравшим не менее 20 очков, 15 подборов и реализовавшим 5 трехочковых в одной игре, согласно информации, предоставленной команде спортивным бюро Elias. Это второй подобный результат в его карьере, и он стал одним из 38 игроков в истории НБА, которым удалось сделать это хотя бы раз. 11 ноября 2022 года Вучевич был оштрафован НБА на 15 000 долларов за непристойный жест на игровой площадке. Инцидент произошел в первой четверти матча «Буллз» против «Нью-Орлеан Пеликанс» 9 ноября в United Center. 20 декабря Вучевич набрал 29 очков при 13 из 17 бросков с игры и сделал 12 подборов в победе над «Майами Хит» со счетом 113:103.
6 января 2023 года Вучевич оформил свой пятый в карьере трипл-дабл, набрав 19 очков, 18 подборов и 10 передач в победе над «Филадельфией Севенти Сиксерс» со счетом 126:112. 15 января Вучевич установил свой карьерный максимум, набрав 43 очка, а также 13 подборов, четыре передачи и четыре перехвата в победе над действующими чемпионами «Голден Стэйт Уорриорз» со счетом 132:118.

#### Сезон 2023/24
28 июня 2023 года Вучевич подписал с «Чикаго Буллз» трехлетний контракт на сумму 60 миллионов долларов. 1 ноября Вучевич набрал 21 очко и сделал максимальные в сезоне 20 подборов в матче против «Даллас Маверикс». 7 марта 2024 года Вучевич набрал максимальные в сезоне 33 очка, а также 11 подборов и 5 передач в матче против «Голден Стэйт Уорриорз».

#### Сезон 2024/25
17 января 2025 года Вучевич набрал максимальные в сезоне 40 очков (17 в четвертой четверти) и сделал 13 подборов в матче против «Шарлотт Хорнетс» (123:125). 2 февраля Вучевич сделал свой шестой в карьере трипл-дабл, набрав 20 очков, 11 подборов и 10 передач в матче против «Детройт Пистонс» (119:127). 22 февраля Вучевич стал 44-м игроком в истории НБА, набравшим 10 000 подборов за карьеру.

## Карьера в национальной сборной
Вучевич представлял сборную Черногории до 20 лет на Чемпионате Европы ФИБА до 20 лет. Затем он представлял взрослую сборную Черногории на Евробаскете ФИБА 2011, Евробаскете ФИБА 2013 и Евробаскете ФИБА 2017.
В 2011 году он набирал в среднем 5,0 очков за игру и 3,2 подбора за игру, выходя вместо Николы Пековича.
В 2013 году Вучевич в качестве стартового игрока сборной набирал 7,0 очков и 4,0 подбора за игру.
8 июня 2023 года главный тренер сборной Черногории Бошко Радович подтвердил, что Никола Вучевич сыграет за национальную команду на чемпионате мира ФИБА 2023 года.

## Статистика

### Статистика в НБА
| Сезон                                                                                    | Команда     | Регулярный сезон | Регулярный сезон | Регулярный сезон | Регулярный сезон | Регулярный сезон | Регулярный сезон | Регулярный сезон | Регулярный сезон | Регулярный сезон | Регулярный сезон | Регулярный сезон | Серия плей-офф | Серия плей-офф | Серия плей-офф | Серия плей-офф | Серия плей-офф | Серия плей-офф | Серия плей-офф | Серия плей-офф | Серия плей-офф | Серия плей-офф | Серия плей-офф |
| Сезон                                                                                    | Команда     | GP               | GS               | MPG              | FG%              | 3P%              | FT%              | RPG              | APG              | SPG              | BPG              | PPG              | GP             | GS             | MPG            | FG%            | 3P%            | FT%            | RPG            | APG            | SPG            | BPG            | PPG            |
| ---------------------------------------------------------------------------------------- | ----------- | ---------------- | ---------------- | ---------------- | ---------------- | ---------------- | ---------------- | ---------------- | ---------------- | ---------------- | ---------------- | ---------------- | -------------- | -------------- | -------------- | -------------- | -------------- | -------------- | -------------- | -------------- | -------------- | -------------- | -------------- |
| 2011/12                                                                                  | Филадельфия | 51               | 15               | 15,9             | 45,0             | 37,5             | 52,9             | 4,8              | 0,6              | 0,4              | 0,7              | 5,5              | 1              | 0              | 2,9            | 0,0            | -              | 50,0           | 1,0            | 0,0            | 0,0            | 0,0            | 1,0            |
| 2012/13                                                                                  | Орландо     | 77               | 77               | 33,2             | 51,9             | 0,0              | 68,3             | 11,9             | 1,9              | 0,8              | 1,0              | 13,1             | Не участвовал  | Не участвовал  | Не участвовал  | Не участвовал  | Не участвовал  | Не участвовал  | Не участвовал  | Не участвовал  | Не участвовал  | Не участвовал  | Не участвовал  |
| 2013/14                                                                                  | Орландо     | 57               | 57               | 31,8             | 50,7             | -                | 76,6             | 11,0             | 1,8              | 1,1              | 0,8              | 14,2             | Не участвовал  | Не участвовал  | Не участвовал  | Не участвовал  | Не участвовал  | Не участвовал  | Не участвовал  | Не участвовал  | Не участвовал  | Не участвовал  | Не участвовал  |
| 2014/15                                                                                  | Орландо     | 74               | 74               | 34,2             | 52,3             | 33,3             | 75,2             | 10,9             | 2,0              | 0,7              | 0,7              | 19,3             | Не участвовал  | Не участвовал  | Не участвовал  | Не участвовал  | Не участвовал  | Не участвовал  | Не участвовал  | Не участвовал  | Не участвовал  | Не участвовал  | Не участвовал  |
| 2015/16                                                                                  | Орландо     | 65               | 60               | 31,3             | 51,0             | 22,2             | 75,3             | 8,8              | 2,8              | 0,8              | 1,1              | 18,2             | Не участвовал  | Не участвовал  | Не участвовал  | Не участвовал  | Не участвовал  | Не участвовал  | Не участвовал  | Не участвовал  | Не участвовал  | Не участвовал  | Не участвовал  |
| 2016/17                                                                                  | Орландо     | 75               | 55               | 28,8             | 46,8             | 30,7             | 66,9             | 10,4             | 2,8              | 1,0              | 1,0              | 14,6             | Не участвовал  | Не участвовал  | Не участвовал  | Не участвовал  | Не участвовал  | Не участвовал  | Не участвовал  | Не участвовал  | Не участвовал  | Не участвовал  | Не участвовал  |
| 2017/18                                                                                  | Орландо     | 57               | 57               | 29,5             | 47,5             | 31,4             | 81,9             | 9,2              | 3,4              | 1,0              | 1,1              | 16,5             | Не участвовал  | Не участвовал  | Не участвовал  | Не участвовал  | Не участвовал  | Не участвовал  | Не участвовал  | Не участвовал  | Не участвовал  | Не участвовал  | Не участвовал  |
| 2018/19                                                                                  | Орландо     | 80               | 80               | 31,4             | 51,8             | 36,4             | 78,9             | 12,0             | 3,8              | 1,0              | 1,1              | 20,8             | 5              | 5              | 29,5           | 36,2           | 23,1           | 78,6           | 8,0            | 3,0            | 0,4            | 1,0            | 11,2           |
| 2019/20                                                                                  | Орландо     | 62               | 62               | 32,2             | 47,7             | 33,9             | 78,4             | 10,9             | 3,6              | 0,9              | 0,8              | 19,6             | 5              | 5              | 36,9           | 50,5           | 40,9           | 90,9           | 11,0           | 4,0            | 0,8            | 0,6            | 28,0           |
| 2020/21                                                                                  | Орландо     | 44               | 44               | 34,1             | 48,0             | 40,6             | 82,7             | 11,8             | 3,8              | 1,0              | 0,6              | 24,5             | Не участвовал  | Не участвовал  | Не участвовал  | Не участвовал  | Не участвовал  | Не участвовал  | Не участвовал  | Не участвовал  | Не участвовал  | Не участвовал  | Не участвовал  |
| 2020/21                                                                                  | Чикаго      | 26               | 26               | 32,6             | 47,1             | 38,8             | 87,0             | 11,5             | 3,9              | 0,9              | 0,8              | 21,5             | Не участвовал  | Не участвовал  | Не участвовал  | Не участвовал  | Не участвовал  | Не участвовал  | Не участвовал  | Не участвовал  | Не участвовал  | Не участвовал  | Не участвовал  |
| 2021/22                                                                                  | Чикаго      | 73               | 73               | 33,1             | 47,3             | 31,4             | 76,0             | 11,0             | 3,2              | 1,0              | 1,0              | 17,6             | 5              | 5              | 36,2           | 44,0           | 31,0           | 80,0           | 12,4           | 3,2            | 0,4            | 1,2            | 19,4           |
| 2022/23                                                                                  | Чикаго      | 82               | 82               | 33,5             | 52,0             | 34,9             | 83,5             | 11,0             | 3,2              | 0,7              | 0,7              | 17,6             | Не участвовал  | Не участвовал  | Не участвовал  | Не участвовал  | Не участвовал  | Не участвовал  | Не участвовал  | Не участвовал  | Не участвовал  | Не участвовал  | Не участвовал  |
| 2023/24                                                                                  | Чикаго      | 76               | 74               | 34,3             | 48,4             | 29,4             | 82,2             | 10,5             | 3,3              | 0,7              | 0,8              | 18,0             | Не участвовал  | Не участвовал  | Не участвовал  | Не участвовал  | Не участвовал  | Не участвовал  | Не участвовал  | Не участвовал  | Не участвовал  | Не участвовал  | Не участвовал  |
|                                                                                          | Всего       | 899              | 836              | 31,4             | 49,5             | 34,1             | 76,8             | 10,5             | 2,8              | 0,8              | 0,9              | 17,1             | 16             | 15             | 32,2           | 44,8           | 34,3           | 81,3           | 9,9            | 3,2            | 0,5            | 0,9            | 18,4           |
| Наведите курсор мыши на аббревиатуры в заголовке таблицы, чтобы прочесть их расшифровку. |             |                  |                  |                  |                  |                  |                  |                  |                  |                  |                  |                  |                |                |                |                |                |                |                |                |                |                |                |

### Статистика в NCAA
| Сезон | Команда | Conf   | Class | GP | GS | MPG  | FG%  | 3P%  | FT%  | RPG  | APG | SPG | BPG | PPG  |
| --- | ------- | ------ | ----- | -- | -- | ---- | ---- | ---- | ---- | ---- | --- | --- | --- | ---- |
| 2008/09 | УСК     | Pac-10 | FR    | 23 | 3  | 11,0 | 57,8 | 0,0  | 87,5 | 2,7  | 0,3 | 0,4 | 0,4 | 2,6  |
| 2009/10 | УСК     | Pac-10 | SO    | 30 | 30 | 32,3 | 50,4 | 22,2 | 71,8 | 9,4  | 1,2 | 0,6 | 1,3 | 10,7 |
| 2010/11 | УСК     | Pac-10 | JR    | 34 | 34 | 34,9 | 50,5 | 34,9 | 75,5 | 10,3 | 1,6 | 0,5 | 1,4 | 17,1 |
| Всего | Всего   | Всего  | Всего | 87 | 67 | 27,7 | 50,9 | 30,3 | 74,6 | 8,0  | 1,1 | 0,5 | 1,1 | 11,1 |
| Наведите курсор мыши на аббревиатуры в заголовке таблицы, чтобы прочесть их расшифровку Статистика приведена с сайта sports-reference.com |         |        |       |    |    |      |      |      |      |      |     |     |     |      |

### Статистика в других лигах
| Сезон | Команда   | Лига                  | GP | GS | MPG  | FG%  | 3P%   | FT%  | RPG | APG | SPG | BPG | PFL | TOV | PPG  |
| --- | --------- | --------------------- | -- | -- | ---- | ---- | ----- | ---- | --- | --- | --- | --- | --- | --- | ---- |
| 2011/12 | Все клубы | Все лиги              | 15 | 14 | 28,5 | 51,5 | 28,6  | 71,1 | 8,7 | 0,8 | 1,1 | 1,1 | 2,8 | 2,0 | 16,9 |
| 2011/12 | Будучност | Лига ABA              | 10 | 10 | 28,6 | 53,0 | 26,1  | 70,0 | 9,7 | 1,0 | 1,1 | 1,1 | 3,1 | 2,6 | 16,9 |
| 2011/12 | Будучност | Кубок Европы          | 4  | 3  | 28,9 | 48,2 | 27,3  | 76,9 | 7,0 | 0,5 | 1,0 | 1,0 | 2,3 | 0,5 | 16,8 |
| 2011/12 | Будучност | Квалификация Евролиги | 1  | 1  | 26,0 | 50,0 | 100,0 | 50,0 | 6,0 | 0,0 | 1,0 | 1,0 | 2,0 | 2,0 | 18,0 |
| Всего | Всего     | Всего                 | 15 | 14 | 28,5 | 51,5 | 28,6  | 71,1 | 8,7 | 0,8 | 1,1 | 1,1 | 2,8 | 2,0 | 16,9 |
| Наведите курсор мыши на аббревиатуры в заголовке таблицы, чтобы прочесть их расшифровку Статистика приведена с сайта basketball.realgm.com |           |                       |    |    |      |      |       |      |     |     |     |     |     |     |      |